# Diadie Samassékou
Pour les articles homonymes, voir Samassékou.
Diadie Samassékou est un footballeur international malien né le 11 janvier 1996. Il évolue au poste de milieu de terrain.

## Biographie

### En équipe nationale
Il participe avec les sélections de jeunes à la Coupe d'Afrique des nations junior 2015, à la Coupe d'Afrique des nations des moins de 23 ans 2015, et au Tournoi de Toulon 2016.
Il dispute la Coupe du monde des moins de 20 ans 2015 organisée en Nouvelle-Zélande. Lors du mondial junior, il joue 7 matchs, inscrivant 2 buts. Le Mali se classe troisième de la compétition en battant le Sénégal lors de la petite finale, Diadie Samassékou inscrivant un but à cette occasion.
Il reçoit sa première sélection en équipe du Mali A le 29 juin 2014 en amical contre la Chine (victoire 1-3 à Shenzhen) ; match au cours duquel il entre sur le terrain à la 69e minute de jeu. Il dispute sa première compétition internationale lors de la Coupe d'Afrique des nations 2019. En décembre 2021, Samassékou est retenu par le sélectionneur Mohamed Magassouba pour participer à la Coupe d'Afrique des nations 2021,. Le 2 janvier 2024, il est retenu dans la liste des vingt-sept joueurs maliens sélectionnés par Éric Chelle pour disputer la Coupe d'Afrique des nations 2023.

## Statistiques
| Saison                | Club                  | Championnat           | Championnat | Championnat | Coupe(s) nationale(s) | Coupe(s) nationale(s) | Supercoupe | Supercoupe | Compétition(s) continentale(s) | Compétition(s) continentale(s) | Compétition(s) continentale(s) | Total | Total |
| Saison                | Club                  | Division              | M.          | B.          | M.                    | B.                    | M.         | B.         | Comp.                          | M.                             | B.                             | M.    | B.    |
| 2015-2016             | FC Liefering          | Bundesliga            | 25          | 0           | -                     | -                     | -          | -          | -                              | -                              | -                              | 25    | 0     |
| 2016-2017             | FC Liefering          | Bundesliga            | 1           | 0           | -                     | -                     | -          | -          | -                              | -                              | -                              | 1     | 0     |
| Sous-total            | Sous-total            | Sous-total            | 26          | 0           | -                     | -                     | -          | -          | -                              | -                              | -                              | 26    | 0     |
| 2016-2017             | Red Bull Salzbourg    | Bundesliga            | 27          | 0           | 4                     | 0                     | -          | -          | C1+C3                          | 4+3                            | 0+0                            | 38    | 0     |
| 2017-2018             | Red Bull Salzbourg    | Bundesliga            | 29          | 0           | 3                     | 0                     | -          | -          | C1+C3                          | 4+14                           | 0+0                            | 50    | 0     |
| 2018-2019             | Red Bull Salzbourg    | Bundesliga            | 26          | 1           | 5                     | 0                     | -          | -          | C1+C3                          | 4+10                           | 1+0                            | 45    | 2     |
| 2019-2020             | Red Bull Salzbourg    | Bundesliga            | 1           | 0           | 0                     | 0                     | -          | -          | -                              | -                              | -                              | 1     | 0     |
| Sous-total            | Sous-total            | Sous-total            | 83          | 1           | 12                    | 0                     | -          | -          | -                              | 39                             | 1                              | 134   | 2     |
| 2019-2020             | TSG Hoffenheim        | Bundesliga            | 21          | 0           | -                     | -                     | -          | -          | -                              | -                              | -                              | 21    | 0     |
| 2020-2021             | TSG Hoffenheim        | Bundesliga            | 30          | 0           | -                     | -                     | -          | -          | C3                             | 5                              | 0                              | 35    | 0     |
| 2021-2022             | TSG Hoffenheim        | Bundesliga            | 25          | 2           | 1                     | 0                     | -          | -          | -                              | -                              | -                              | 26    | 2     |
| 2022-2023             | TSG Hoffenheim        | Bundesliga            | 2           | 0           | 1                     | 0                     | -          | -          | -                              | -                              | -                              | 3     | 0     |
| 2023-2024             | TSG Hoffenheim        | Bundesliga            | 1           | 0           | -                     | -                     | -          | -          | -                              | -                              | -                              | 1     | 0     |
| 2024-2025             | TSG Hoffenheim        | Bundesliga            | 8           | 0           | 1                     | 0                     | -          | -          | C3                             | 1                              | 0                              | 10    | 0     |
| Sous-total            | Sous-total            | Sous-total            | 86          | 2           | 2                     | 0                     | -          | -          | -                              | 5                              | 0                              | 93    | 2     |
| 2022-2023             | Olympiakós (prêt)     | Superleague           | 20          | 2           | 5                     | 0                     | -          | -          | -                              | -                              | -                              | 25    | 2     |
| 2024-2025             | Cadix CF (prêt)       | Liga                  | 4           | 0           | -                     | -                     | -          | -          | -                              | -                              | -                              | 4     | 0     |
| Total sur la carrière | Total sur la carrière | Total sur la carrière | 221         | 5           | 20                    | 0                     | -          | -          | -                              | 45                             | 1                              | 286   | 6     |

## Palmarès
|  |  | Red Bull Salzbourg - Championnat d'Autriche - Champion : 2017, 2018 et 2019 - Coupe d'Autriche - Vainqueur : 2017 et 2019 |